# Eudeilinia herminiata
Eudeilinia herminiata är en fjärilsart som beskrevs av Achille Guenée 1857. Eudeilinia herminiata ingår i släktet Eudeilinia och familjen sikelvingar. Inga underarter finns listade i Catalogue of Life.